# Smådopping
Smådopping (Tachybaptus ruficollis) är en liten art av dopping. Den beskrevs vetenskapligt av Peter Simon Pallas 1764. Smådoppingen har ett mycket stort utbredningsområde och häckar i Europa, Centralasien och söderut till Nya Guinea och i större delen av Afrika, både i nordväst och söder om Sahara. De fåglar som häckar där vattnet fryser flyttar söderut om vintern. Smådoppingen kategoriseras som livskraftig av IUCN.

## Utbredning och systematik
Smådoppingen har ett mycket stort globalt utbredningsområde och häckar i Europa, Centralasien och söderut till Nya Guinea och i större delen av Afrika, både i nordväst och söder om Sahara. De fåglar som häckar där vattnet fryser på vintern är flyttfåglar och flyttar till kusten eller sjöar med öppet vatten.

### Underarter
Clements et al. delar in arten i två grupper med tio underarter med följande utbredning:
- ruficollis-gruppen
  - europeisk smådopping[6] Tachybaptus ruficollis ruficollis – Europa och österut till Uralbergen och söderut till nordvästra Afrika
  - Tachybaptus ruficollis iraquensis – Irak och sydvästra Iran
  - Tachybaptus ruficollis capensis – Afrika söder om Sahara, Komorerna och Madagaskar
  - Tachybaptus ruficollis albescens – Kaukasus österut till östra Kazakstan och söderut till Indien, Myanmar och Sri Lanka
  - Tachybaptus ruficollis poggei – sydöstra till nordöstra Asien, inklusive Hainan, Taiwan, Japan och södra Kurilerna
  - Tachybaptus ruficollis philippensis – norra filippinska öarna
  - Tachybaptus ruficollis cotabato – Mindanao i södra Filippinerna
- tricolor-gruppen 
  - Tachybaptus ruficollis tricolor – Sulawesi till Nya Guinea och Mindre sundaöarna
  - Tachybaptus ruficollis vulcanorum – Java till Timor
  - Tachybaptus ruficollis collaris – från nordöstra Nya Guinea till Bougainville på Salomonöarna

Tidigare betraktades den numera utdöda alaotradoppingen (T. rufolavatus) som en underart till smådopping.

### Förekomst i Sverige

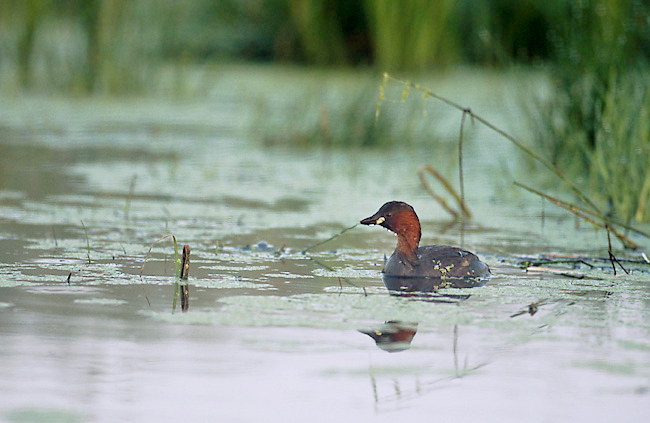

I Sverige förekommer den främst i Götaland och östra Svealand.. Den förekommer tätast i tre områden: Skåne-Blekinge-södra Småland, Öland och Gotland samt norra Halland-södra Bohuslän. Utöver det finns isolerade fasta förekomster i Tåkern, Hornborgasjön, Kvismaren och lokalt i Mälardalen. Tillfälligt häckar den lokalt i lämpliga biotoper i större delen av södra och mellersta Sverige, någorlunda regelbundet i norr till södra Värmland, Västmanland och norra Uppland.

## Utseende och läten
Smådoppingen är en liten kompakt dopping med rund kropp, kort hals och tufsig "stjärtlös" stjärt. Den är 23–29 cm lång, har ett vingspann på 40–45 cm och väger 130–236 gram. Den adulta fågeln är omisskännliga i sommardräkt, med rödaktigt bakhuvud och kinder, och en intensivt gul fläck bakom nedre delen av näbben. I juvenil dräkt har den svartvitrandigt ansikte. Benen sitter mycket långt bak på kroppen så den har svårt att gå.

### Geografisk variation
Underarterna skiljer sig främst i storlek och på mängden svart på huvudet, storlek på den gula fläcken, ögonfärg, huvud- och näbbform.

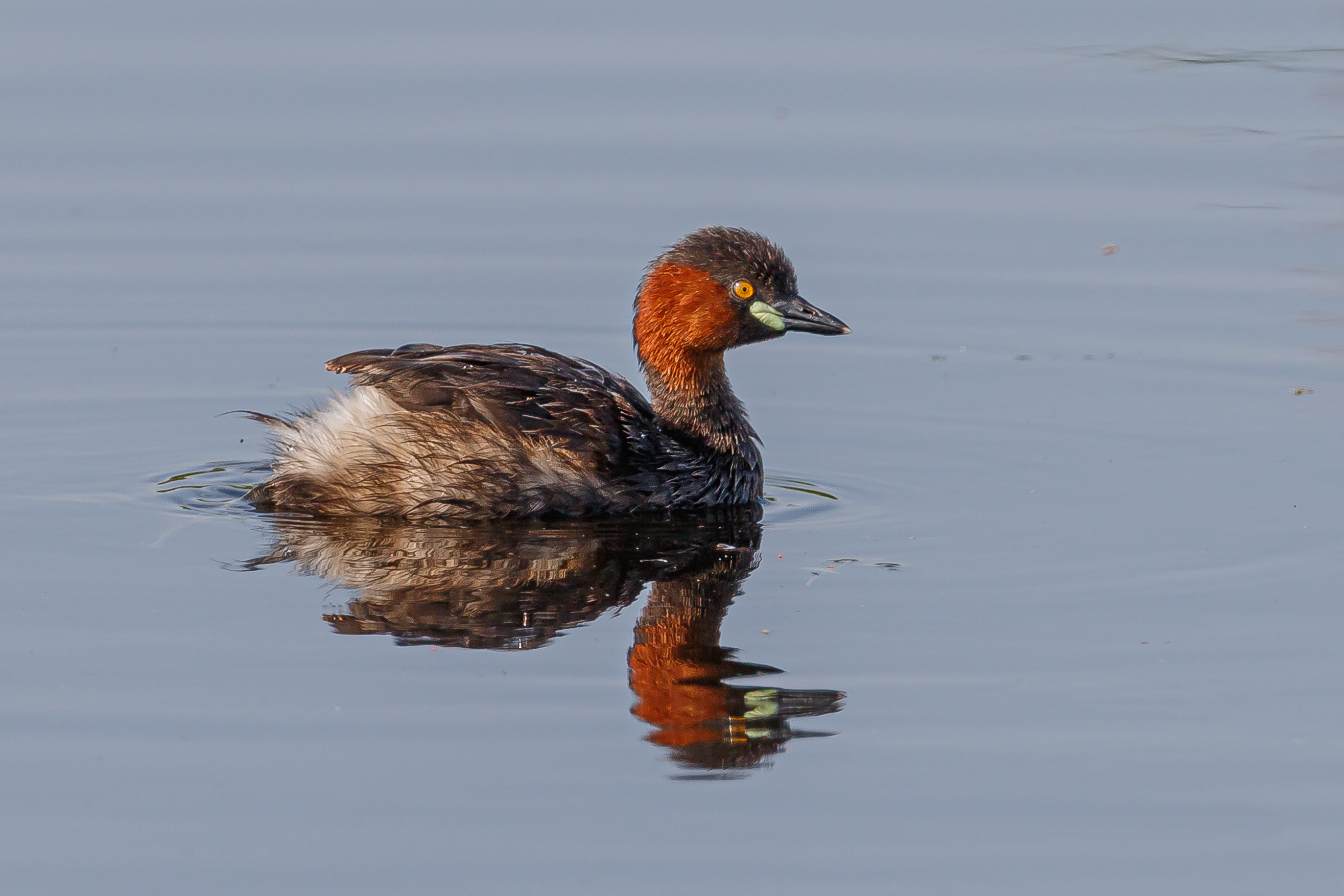
Den asiatiska T. r. albescens.
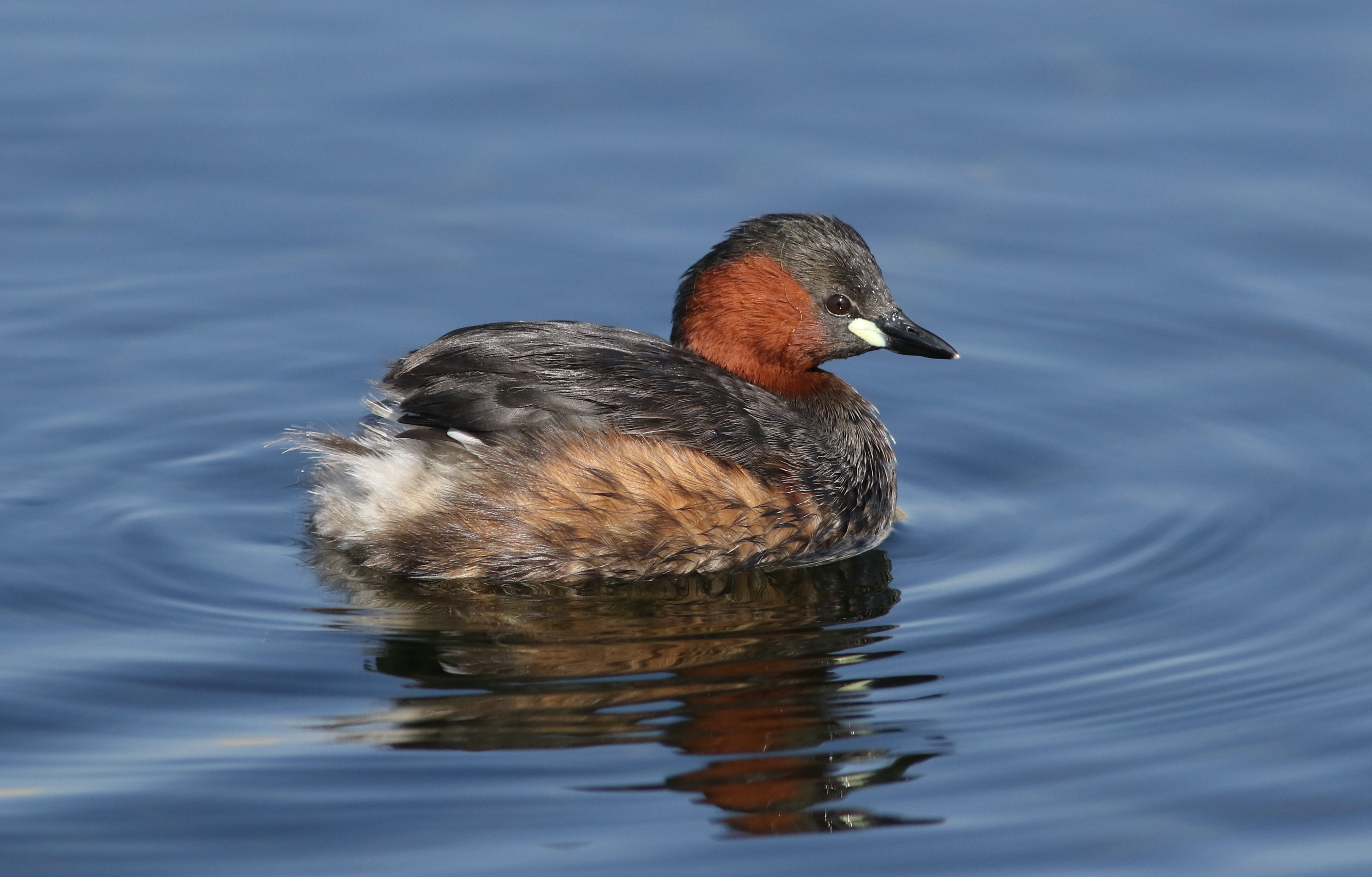
T. r. capensis i Sydafrika.
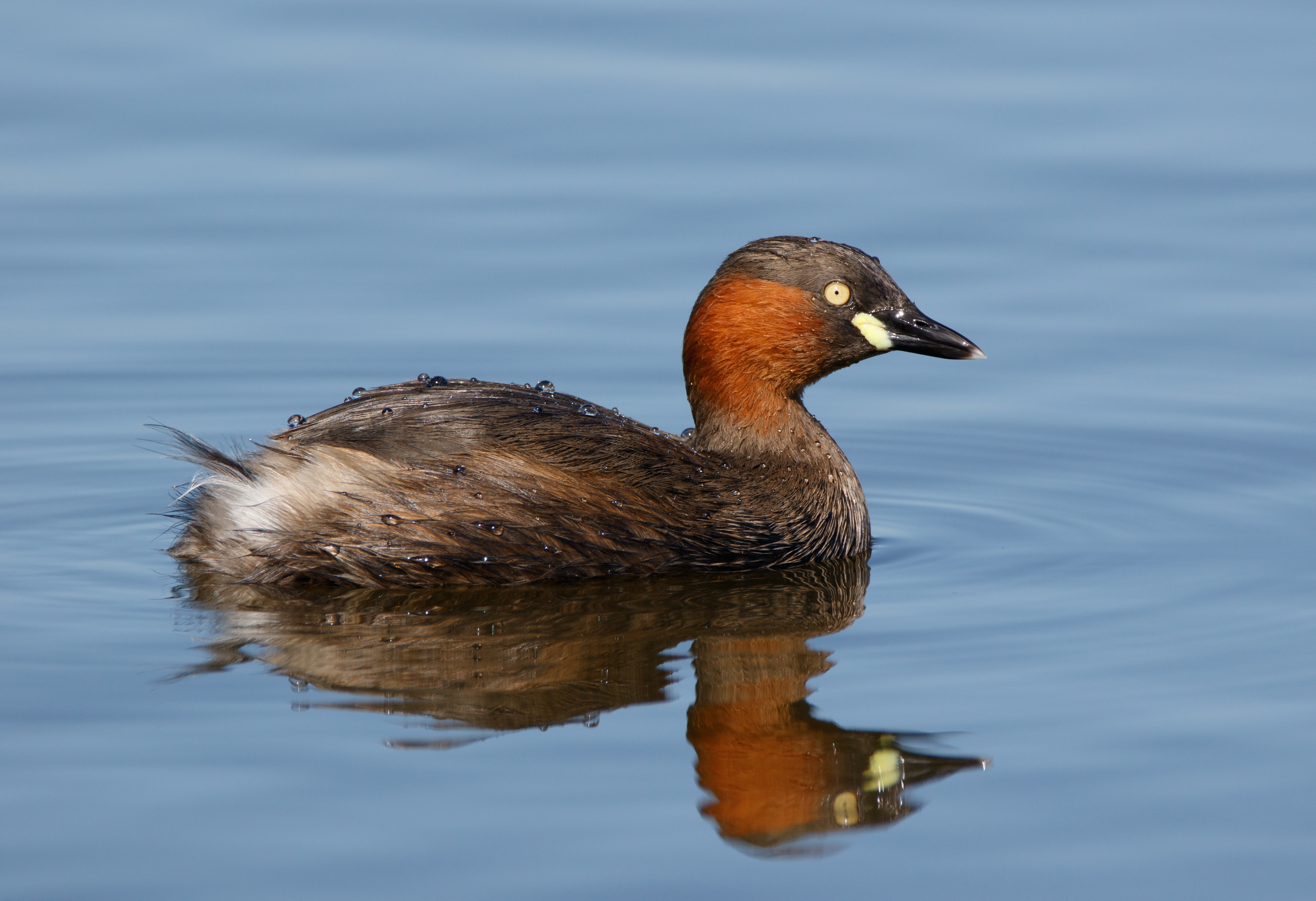
T. r. poggei i Japan.

### Läten
Smådoppingens läten beskrivs som ljusa "bii-iip" och "bit, bit, bit" som kan accelerera och övergå i en bubblande drill, inte olikt gökhonans läte. Vintertid är den tystlåten.

## Ekologi

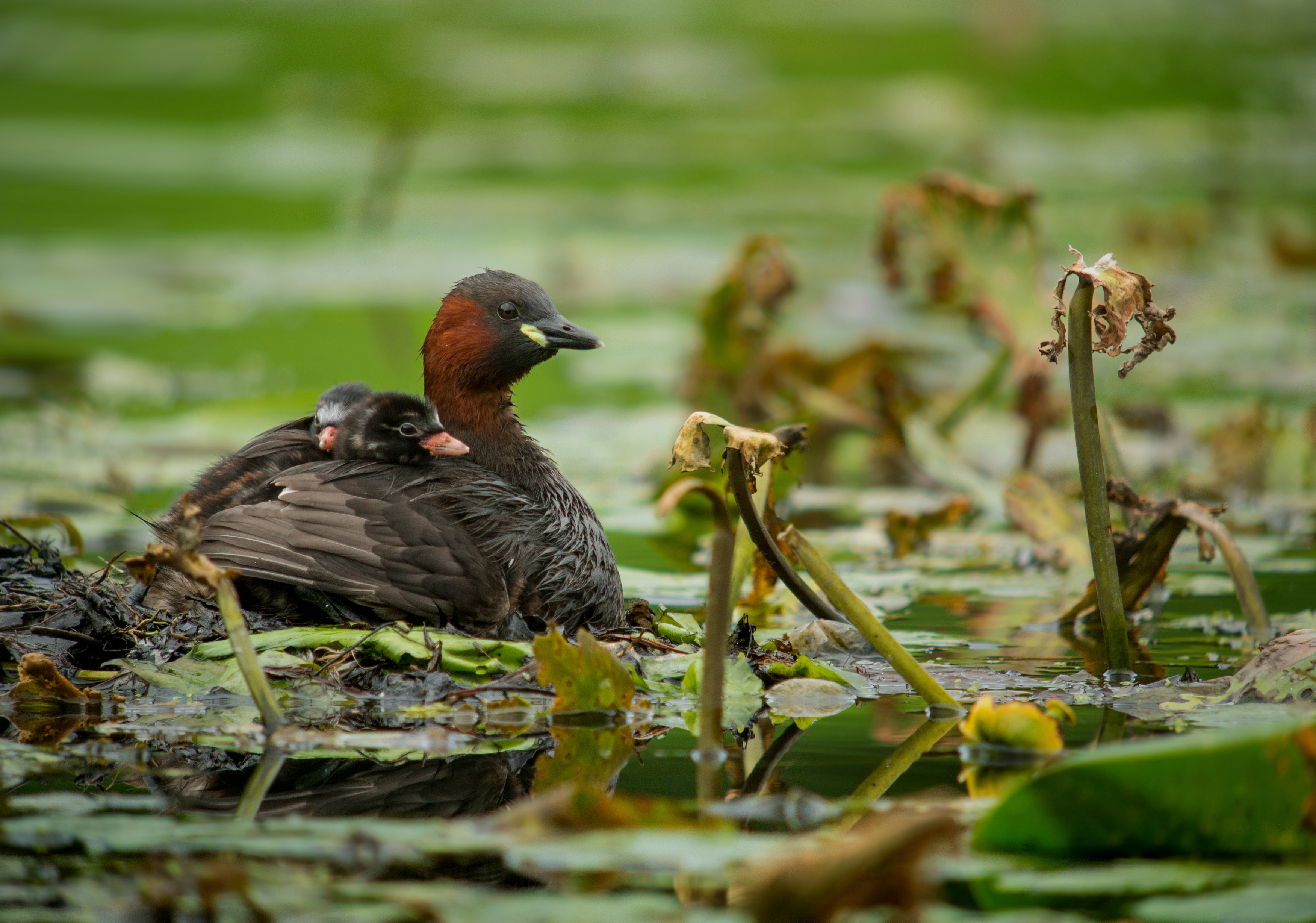
Häckande smådopping med ungar.

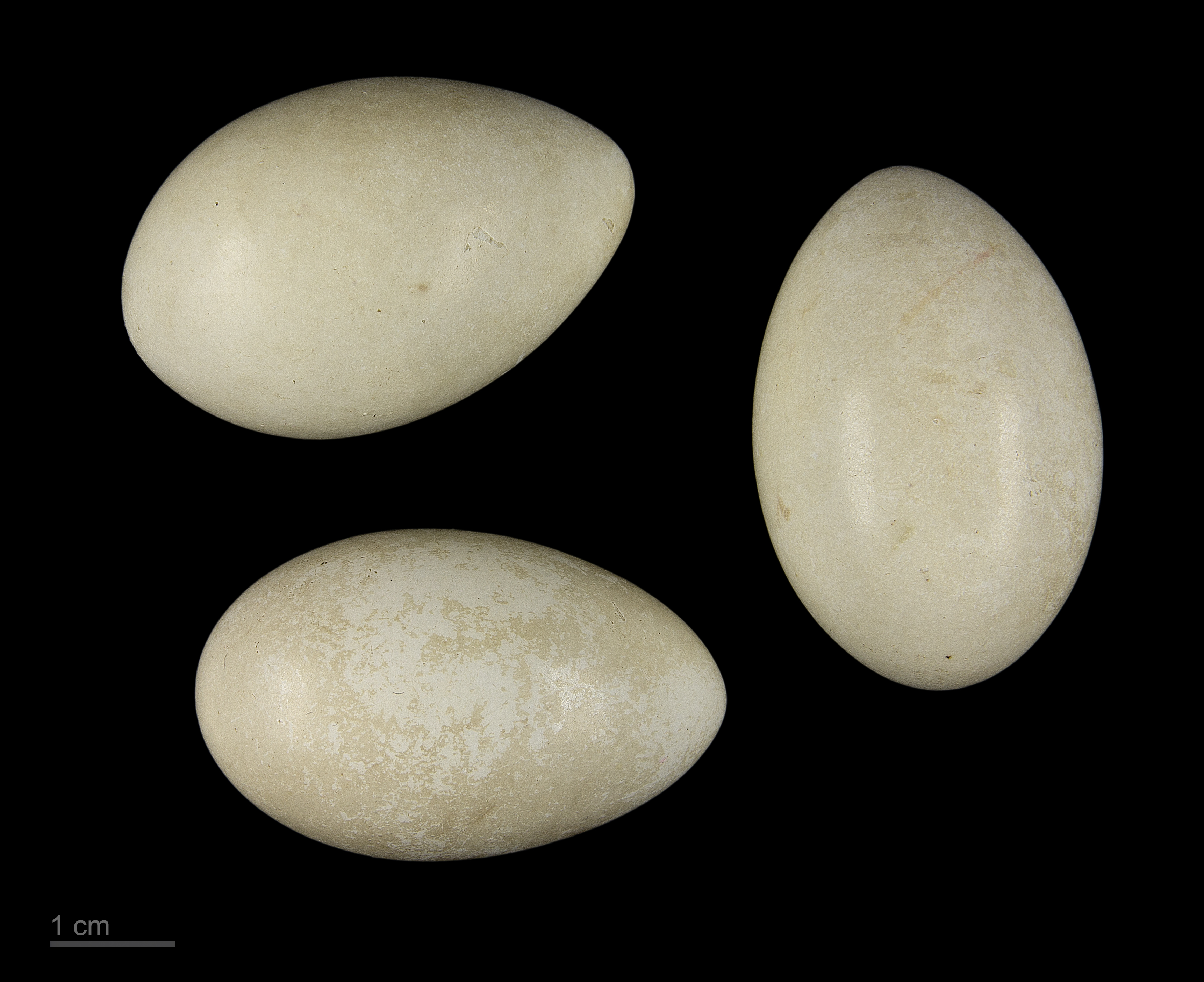
Smådoppingens ägg.

Smådoppingen är bunden till vattnet och är bara uppe på land under häckningen. Den häckar i en mängd olika större och mindre våtmarker, oftast med ett maxdjup på en meter, med tät vegetation, stor tillgång på vattenlevande ryggradslösa djur och undviker generellt vatten med större rovfiskar. Den häckar bland annat vid sötvattenssjöar, dammar, diken, långsamtrinnande floder, brackvattenlaguner, översvämningsområden och risfält.  Likt alla doppingar placerar den sitt bo nära strandkanten. Boet fästs i växter och förmår att flyta. Den lägger 4-7 ägg. Föräldrarna bär under perioder ungarna på ryggen. Den är en utmärkt simmare och söker sin föda genom att dyka efter småfisk, blötdjur och vatteninsekter. Den flyttar nattetid och ses sällan flyga.

## Status och hot
Den globala populationen är mycket stor, uppskattad till 610 000–3 500 000 individer, och har en mycket stor global utbredning som mäter omkring 31 500 000 kvadratkilometer. Trots att populationstrenden är negativ bedöms den inte som hotad och IUCN kategoriserar den som livskraftig (LC).

### Status i Sverige
Smådoppingen är en fåtalig art med ett bestånd på uppskattningsvis 600 könsmogna individer. Det är så pass litet att Artdatabanken kategoriserar den som nära hotad i 2020 års upplaga av rödlistan.